# حروب الرياضيات
يشير مصطلح حروب الرياضيات إلى الجدل حول تعليم الرياضيات وكتبها ومقرراتها الدراسية الحديثة في الولايات المتحدة والذي ظهر بعد أن أصدر المجلس القومي لمعلمي الرياضيات (NCTM) المناهج الدراسية ومعايير التقييم للرياضيات المدرسية عام 1989، والتطور التالي والتبني الواسع لجيل جديد من مناهج الرياضيات المستوحاة من هذه المعايير.
وعلى الرغم من استمرار المناقشات حول مهارات الرياضيات لعدة عقود إلا أن مصطلح «حروب الرياضيات» قد ظهر على يد بعض المُعلقين مثل جون إيه فان دي وال وديفيد كلاين. واستمر الصراع حول فلسفة الرياضيات التقليدية والرياضيات الإصلاحية، ومناهجهما، اللتين تختلفان بشكل كبير في المبدأ والمحتوى.

## مؤيدو الإصلاح
يعتبر المجلس القومي لمعلمي الرياضيات أكبر مؤيدي الإصلاح في الولايات المتحدة الأمريكية.
ومن النقاط التي دار حولها الجدال هو كيفية تعليم الأطفال المهارات التي تعتمد على الصيغ أو الخوارزميات (إجراءات ثابتة تنفذ خطوة بخطوة لحل مشاكل الرياضيات) بشكل واضح مقارنةً بنهج يعتمد على الاستفسار بشكلٍ أكبر ويتعامل فيه الطلاب مع مشكلات واقعية تساعد على تطوير العديد من مهارات الشعور والتفكير وحل المشكلات الرقمية. وفي هذا النهج الثاني، يعتبر الفهم التصوري هدفًا أساسيًا، بينما تأتي المهارات الخوارزمية في المقام الثاني.
قدم معلمو الرياضيات مجموعة كبيرة من الأبحاث التي تدعم الرياضيات الإصلاحية بشكلٍ عام، وقد أظهرت تلك الأبحاث أن الأطفال الذين يركزون على تطوير الفهم التصوري العميق (بدلًا من قضاء أغلب الوقت في حفظ الخوارزميات) تتطور لديهم المهارات الحسابية والفهم التصوري. ويبرر الداعمون لهذا المنهج فشله بأن الفشل ليس بسبب أخطاء في المنهج نفسه، بل لأن مثل هذه الأساليب التعليمية تحتاج للكثير من الخبرة، ولأنه لم يُطبق بشكلٍ جيد في فصول مدرسية حقيقية.
وقد نتج عن رد الفعل العنيف لذي يسميه المؤيدون «جهود الإصلاح التي لم يتم فهمها بشكل جيد»، ويسميه المنتقدون «التخلي التام عن تدريس الرياضيات الأساسية»، ما أطلق عليه «حروب الرياضيات» بين أساليب الإصلاح والأساليب التقليدية لتعلم الرياضيات.

## منتقدو الإصلاح
يؤكد معارضو الفلسفة القائمة على الاستفسار على أنه يتوجب على الطلاب أولاً
تطوير مهاراتهم الحسابية قبل فهم مفاهيم الرياضيات. حيث
يجب حفظ هذه المهارات والتدريب عليها، باستخدام الأساليب التقليدية المجربة على مدار الزمن حتى تتحول هذه المهارات إلى مهاراتٍ تلقائية. فمن الأفضل أن يُستغل الوقت في ممارسة هذه المهارات بدلًا من محاولة اختراع بدائل، أو تفسير أكثر من إجابة أو طريقة صحيحة واحدة. وفي هذا الإطار، يعتبر تقييم الإجابات غير كافٍ، كما أنه في الواقع يعتمد على المهارات التأسيسية القوية. ويتضح أيضًا أن تعلم مفاهيم الرياضيات المجردة يعتمد على وجود أساس قوي من المعرفة بأدوات الموضوع.
ويعارض مؤيدو تدريس الرياضيات التقليدية الاعتماد المفروض على بعض الاختراعات مثل الآلات الحاسبة أو التقنيات الحديثة، مثل لغة اللوجو. وابتكارات الطلاب مقبولة، بل ومرحب بها أيضًا، طالما أن هذا الابتكار صحيح رياضيًا. وقد يكون من المناسب استخدام الآلة الحاسبة بعد تطور الإحساس بالأرقام وإتقان المهارات الأساسية. وعلاوةً على ذلك، فإن الأساليب البنائية، والتي تعتبر غير مألوفة بالنسبة للكثير من البالغين، والكتب التي لا تشتمل على تفسيرات للأساليب أو أمثلة محلولة لا تستطيع أن تساعد الطلاب في الواجبات المدرسية. وبالتالي، تستغرق الأنشطة البنائية وقتًا أكبر عند مقارنتها بأوراق العمل التي يمكن حلها في دقائق معدودة. (ويرد داعمو الإصلاح على هذا الانتقاد بأن إعادة تدريس الخوارزميات صعبة الفهم يتطلب المزيد من الوقت.) كما أن التركيز على القراءة والكتابة يزيد من عبء اللغة على الطلبة المهاجرين وآبائهم الذين قد تكون اللغة الإنجليزية غير مألوفةٍ بالنسبة لهم.
كما يشير منتقدو الإصلاح إلى أن الأساليب التقليدية مازالت مستخدمة عالميًا وبشكل حصري في الصناعة والأغراض الأكاديمية. وفي المقابل، يرد داعمو الإصلاح بأن مثل تلك الأساليب لا تزال الهدف النهائي للرياضيات الإصلاحية، وأن الطلاب يحتاجون إلى تعلم التفكير المرن حتى يتمكنوا من مواجهة المشكلات التي قد لا يعلمون أساليب حلها. وفي الوقت ذاته، يؤكد المعارضون أنه من غير المنطقي أن نتوقع أن «يكتشف» الطلاب الأساليب النموذجية عن طريق البحث، وأنه لا يمكن تطوير التفكير المرن لدى الطلبة إلا بعد إتقان المهارات التأسيسية.
تتضمن بعض المناهج الدراسية بحثًا أجراه كونستانس كامي وغيره من علماء الرياضيات؛ حيث توصل إلى أن التدريس المباشر للخوارزميات له نتيجة عكسية على الفهم التصوري للرياضيات. وقد احتج منتقدوا الإصلاح على بعض نتائج هذا البحث. وتم استبدال أساليب التحفيظ التقليدية بالأنشطة البنائية. حيث يُطلب من الطلاب المتفوقين في أحد الأساليب النموذجية ابتكار طريقةً أخرى للوصول إلى الإجابة. ويلجأ بعض المدرسين إلى إضافة مثل تلك الكتب المدرسية لشرح الأساليب النموذجية بشكلٍ أسرع. كما أن بعض المناهج الدراسية لا تُدرس القسمة المطولة. ويرى المنتقدون أن المجلس القومي لمعلمي الرياضيات قد أعاد النظر في معاييره حيث أصبح يدعو بشكل واضح إلى التدريس المستمر للأساليب النموذجية، ويرجع ذلك بشكل كبير إلى ردود الفعل السلبية التي واجهت بعض تلك المناهج الدراسية (انظر أدناه)

## المناهج الدراسية الإصلاحية
أمثلة على بعض المناهج الدراسية الإصلاحية التي تم تقديمها تلبيةً لمعايير المجلس القومي لمعلمي الرياضيات لعام 1989، وأسباب الانتقادات الأولية:
- أرض الرياضيات (Mathland) (لم يعد يُدرَّس الآن)
- أبحاث في الأعداد والبيانات والفضاء (Investigations in Numbers, Data, and Space)، وقد انتُقد هذا المنهج لأنه لا يتضمن إرشادات واضحة للخوارزميات النموذجية.
- مشروع ما بعد الأساسيات للرياضيات (Core-Plus Mathematics Project)، اتُهم هذا المنهج في البداية بأنه يجبر الطلاب على الالتحاق بدورات الرياضيات التقويمية في الجامعات، ولكن تم الاعتراض على هذا الاتهام بعد ذلك.
- الرياضيات المتصلة (Connected Mathematics)، وقد انتُقد هذا المنهج لأنه لا يعلم الأطفال الخوارزميات النموذجية والصيغ والأمثلة المحلولة بشكل واضح.
- الرياضيات اليومية (Everyday Math)، [4] وقد واجه هذا المنهج انتقادات لتركيزه الشديد على الأساليب الحسابية غير التقليدية.

كما يشير منتقدو الكتب الإصلاحية إلى أن تلك المناهج تقدم المفاهيم بشكلٍ عشوائي. ويدعم منتقدو الكتب الدراسية والمناهج الإصلاحية الكتب الدراسية التقليدية مثل رياضيات سنغافورة، والذي يؤكد على التعليم المباشر لمفاهيم الرياضيات الأساسية، ورياضيات ساكسون، التي تؤكد على أهمية التحفيظ الدائم.
وفي المقابل، رد المعلمون الداعمون للإصلاح على مثل تلك الانتقادات بأن الأبحاث تميل إلى إظهار أن الفهم التصوري لدى الطلاب عند تطبيق المناهج القائمة على المعايير يكون أعلى من المناهج التقليدية، كما أن هذا لا يأتي على حساب تعلم المهارات الأساسية. ففي الواقع، يصل الطلاب إلى نفس المستوى من المهارات الإجرائية في نوعي المناهج الدراسية المختلفين عند خضوعهم للاختبارات القياسية التقليدية. ولا يزال هذا الموضوع يحتاج إلى الكثير من البحث والدراسة، غير أن الحالة الحالية للبحث توضح أن الكتب الدراسية الإصلاحية تؤدي نفس الدور الذي تؤديه الكتب الدراسية التقليدية، أو قد تكون أفضل منها، في مساعدة الطلاب على تحصيل كفاءة حسابية؛ مع تعزيز الفهم التصوري لدى الطلبة أكثر من المناهج التقليدية.

## أحدث التطورات
في عام 2000، نشر المجلس القومي لمعلمي الرياضيات (NCTM) مبادئ الرياضيات المدرسية ومعاييرها (PSSM)، والتي كانت تعد أكثر توازنًا من المبادئ الأصلية التي أُصدرت عام 1989. وقد أدى ذلك إلى هدوء الصراع بعض الشيء، ولكنه لم يضع نهايةً له. كما أدى تقريران نشرا مؤخرًا إلى تهدئة حروب الرياضيات بشكلٍ كبير. وفي عام 2006، أصدر المجلس القومي لمعلمي الرياضيات النقاط المركزية في المناهج الدراسية, والتي اعتبرها الكثيرون حلًا وسطًا. وفي عام 2008، دعت الهيئة الاستشارية القومية للرياضيات، التي أسسها جورج بوش، إلى وقف كل المواقف المتطرفة.

### توصيات المجلس القومي لمعلمي الرياضيات لعام 2006
في عام 2006، نشر المجلس القومي لمعلمي الرياضيات النقاط المركزية في المناهج الدراسية, وهو تقرير يتناول الموضوعات التي تعتبر محورية في الرياضيات في فترة ما قبل الروضة وحتى الصف الثامن. وقد أدى تضمنه خوارزميات نموذجية إلى تأكيد المحررين في صحف مثل شيكاغو صن تايمز أن «المجلس القومي لمعلمي الرياضيات قد اعترف، بشكل أو آخر، بأنه قد أخطأ» وأن التقرير الجديد قد أشار إلى وجود «عدم اتساق تعيين موضوعات الرياضيات لكل مرحلة وكيفية تحديدها وما يُتوقع أن يتعلمه الطلاب.»  وفي المقابل، أكد أعضاء المجلس القومي لمعلمي الرياضيات على أنهم يعتبرون «النقاط المركزية» خطوة في طريق تنفيذ المعايير؛ وليس تراجعًا عن موقف المجلس الذي يؤكد على أهمية أن يتعلم الطلاب الموضوعات التأسيسية بفهمٍ تصوري. وقد أكد فرانسيس فينيل، رئيس المجلس القومي لمعلمي الرياضيات، أنه لم يحدث أي تغيير في اتجاه المجلس أو سياسته في التقرير الجديد، كما قال أنه استاء من التحدث عن «حروب الرياضيات». وكانت النقاط المركزية إحدى المستندات التي تمت مناقشتها للوصول إلى مبادرة المعايير الأساسية الموحدة، والتي يتم تطبيقها في معظم أجزاء الولايات المتحدة.

### الهيئة الاستشارية القومية للرياضيات
في 18 إبريل، 2006، أسس الرئيس جورج بوش الهيئة الاستشارية القومية للرياضيات، والتي تم تشكيلها بعد الهيئة القومية للقراءة التي كان لها تأثير كبير. قامت الهيئة القومية للرياضيات بدراسة وتلخيص الدليل العلمي المتعلق بتدريس الرياضيات وتعلمها، حيث توصلت الهيئة في النهاية في التقرير الذي قدمته عام 2008 إلى أن «جميع الآراء المشمولة والتي ترى أن التعليم يجب أن يكون» مركزًا على الطالب«بشكلٍ كامل أو» موجهًا من المعلم«بشكلٍ كامل غير مدعمةٍ بالأبحاث. ولذا يجب إلغاء مثل تلك التوصيات في حال وجودها. ويجب تجنب مثل تلك الآراء إذا تم التفكير فيها. فالأبحاث عالية الجودة لا تدعم الاستخدام الحصري لأي من المنهجين.» وقد دعت الهيئة بشكلٍ فعال لإنهاء حروب الرياضيات، بعد أن أشارت إلى أن البحث قد توصل إلى أن «الفهم التصوري والطلاقة الحسابية والإجرائية ومهارات حل المشكلات لها نفس القدر من الأهمية، ويعزز كلٌ منها الآخر. كما أن أي جدال حول الأهمية النسبية لأي من هذه المكونات تعتبر مضللة.»
ووجه التقرير النهائي للهيئة انتقادًا كبيرًا في أوساط مجتمع تدريس الرياضيات؛ فيما يتعلق بمعايير اختيار الأبحاث «عالية الجودة»- ضمن مشاكل أخرى - والمقارنة بين أساليب التدريس المتطرفة وحجم التركيز الموجه إلى الجبر.

## وصلات خارجية
- An A-Maze-ing Approach To Math by BARRY GARELICK A parent outlines how "the National Science Foundation (NSF) promoted the NCTM standards beginning in 1991 and awarded millions of dollars in grant money for the writing of math texts that embraced them and to state boards of education whose math standards aligned with them"